# Psoralen
Psoralen je skupina sloučenin vzniklých jako přírodní obranné látky rostlin. Řadí se mezi furokumariny. Jejich charakteristikou, využívanou v medicíně, mj. je, že zvyšují citlivost kůže na sluneční světlo včetně UV záření.

## Výskyt v přírodě

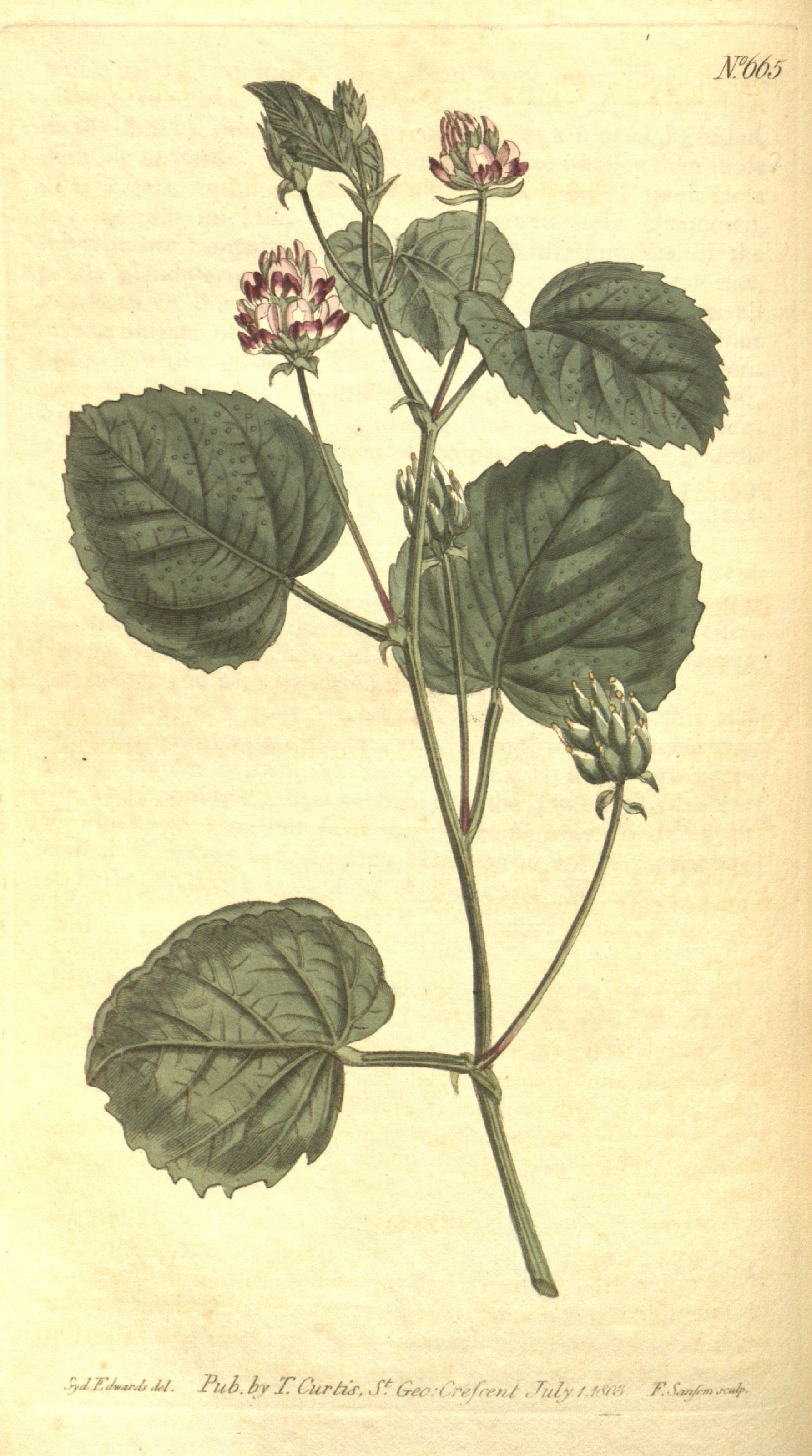
Dětelník lískolistý (Psoralea corylifolia), zvaný Babchi. Rostlina je využívána v ajurvédských léčebných postupech

Tyto látky jsou obsaženy především v rostlinách rodu morač neboli pakmín z čeledi miříkovité (Apiaceae) a v některých rostlinách z čeledi routovité (Rutaceae). Psoraleny se také přirozeně vyskytují v semenech dětelníku lískolistého (Psoralea corylifolia), který tomuto typu látek dal název. Dále je najdeme např. v bolševníku, ale i fících, celeru, petrželi a citrusech.

## Léčebné účinky

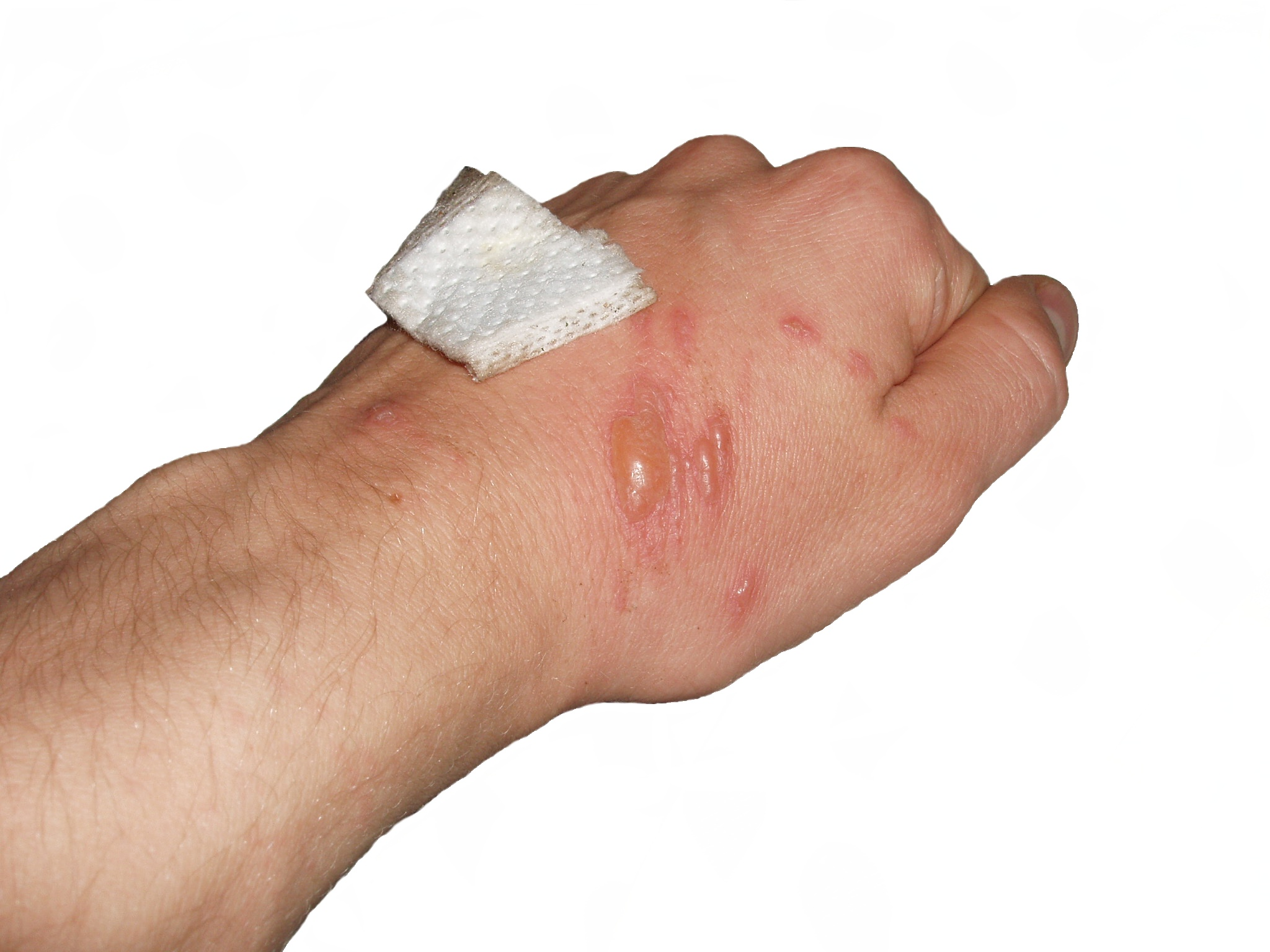
Fotodermatitida vyvolaná bolševníkem Sosnowského

Psoraleny jsou fotoaktivní, tzn. jejich účinek je zesílen působením UV záření. Díky této vlastnosti jsou psoraleny používány při léčbě lupenky, ekzému a vitiliga. Toto léčebné využití má dlouhou historickou tradici již od starého Egypta. V kombinaci se světlem jsou však rakovinotvorné a je třeba je užívat střídmě a pod lékařskou kontrolou.
Nejznámějšími fototerapiemi (světloléčbami) jsou:
- PUVA – Psoralen + UVA světlo (vlnová délka 320–400 nm)
- PUVB – Psoralen + UVB světlo (vlnová délka 311 nm)

Kombinace psoralenu či methoxsalenu se světlem však po dlouhodobém používání zvyšuje riziko rakoviny, a postup a množství osvitu jsou tedy přesně dávkovány.

## Toxicita
Dráždí kůži a v kombinaci se světlem a UV zářením způsobují těžké a obtížně léčitelné kontaktní fotodermatitidy (vyrážky a puchýře), viz zejména bolševníky (např. bolševník velkolepý), routa vonná, třemdava bílá, jedovatce (např. jedovatec kořenující a jedovatec pýřitý) a škumpy (včetně škumpy orobincové).
Mnohé z furokumarinů jsou extrémně toxické pro ryby, a je jich proto využíváno k lovu ryb v Indonésii.

## Léčiva
V ČR jsou mj. dostupné tyto psoraleny:
- mast Oxoralen – na předpis a zdarma, aplikovaná lokálně
- pilulky Oxsoralen – na předpis a osvit celého těla [3]

Účinnou látkou Oxoralenu je methoxsalen (8-methoxypsoralen), vyráběný z rostliny morač větší, lidově zvané pakmín.
Z této rostliny léčitelé také vyrábějí tzv. pakmínovou mast, jejíž užití však není odborně přesně předepsáno. V prodeji jsou i semena rostliny pakmín visnaga.